# دوريان كادي
دوريان كادي (بالفرنسية: Dorian Caddy)‏ (20 مارس 1995 بكاجنيس سور مير في فرنسا - ) هو لاعب كرة قدم فرنسي في مركز الهجوم. شارك مع منتخب فرنسا تحت 16 سنة لكرة القدم. أما مع النوادي، فقد لعب مع نادي نيس.

## روابط خارجية
- دوريان كادي على موقع قاعدة بيانات كرة القدم.إي يو (الإنجليزية)
- دوريان كادي على موقع ليكيب (الفرنسية)
- دوريان كادي على موقع Soccerway.com (الإنجليزية)
- دوريان كادي على موقع عالم كرة القدم.نت (الإنجليزية)
- دوريان كادي على موقع AS.com (الإسبانية)
- دوريان كادي على موقع GSA (الإنجليزية)